# Limapontia nigra
Limapontia nigra är en snäckart som beskrevs av Cornelius Herman Muller 1773. Limapontia nigra ingår i släktet Limapontia och familjen Limapontiidae. Inga underarter finns listade i Catalogue of Life.